# Jurij Malyšev

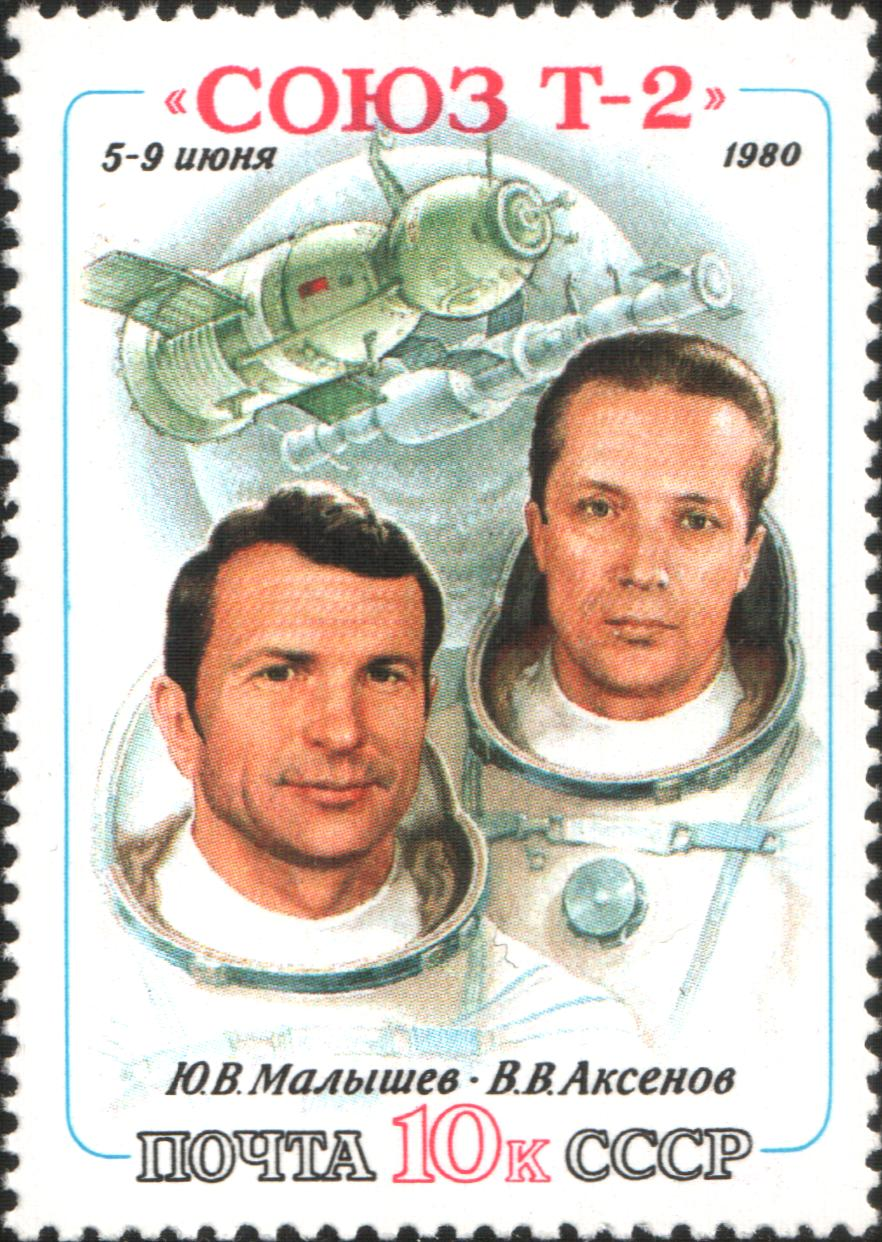
Jurij Malyšev a Vladimir Aksjonov.

Jurij Vasiljevič Malyšev, rusky Юрий Васильевич Малышев, (27. srpna 1941, Nikolajevsk, Volgogradská oblast, SSSR – 8. listopadu 1999, Hvězdné městečko, Rusko), byl sovětský vojenský letec a kosmonaut. V letech 1980 a 1984 se zúčastnil jako velitel kosmické lodě Sojuz letů do vesmíru.

## Život
Narodil se na břehu Volhy a na ní také trávil volné chvíle. Dostal se do leteckého učiliště a k pluku stíhacích bombardérů. V roce 1965 absolvoval lékařskou prohlídku adepta kosmonautiky a teprve za dva roky dostal pozvánku do střediska přípravy budoucích kosmonautů. 7. května 1967 byl zařazen do oddílu kosmonautů CPK jako kosmonaut-čekatel, absolvoval dvouletou všeobecnou kosmickou přípravu, kterou úspěšně dokončil 18. srpna 1969. Během přípravy dokončil studium vojenské letecké akademie. Naučil se létat na 10 různých typech letadel. Pak byl velitelem záložních posádek, účastnil se práce v řídících střediscích při letech Sojuzů i Saljutů. V letech 1980 a 1984 se zúčastnil jako velitel lodi Sojuz letu do kosmu.
Dne 2. července 1988 své působení v týmu kosmonautů ukončil. Byl ženatý, měl syna a dceru. Zemřel náhle 8. listopadu 1999 ve Hvězdném městečku.

## Lety do vesmíru
Poprvé odstartoval do vesmíru 5. června 1980 z kosmodromu Bajkonur společně s Vladimírem Aksjonovem. Jurij Malyšev byl velitelem lodě. Cílem letu bylo otestovat nové systémy v tehdy konstrukčně zcela novém Sojuzu T-2. Po úspěšném startu se loď Sojuz T-2 spojila na několik dní s orbitální stanicí Saljut 6. 9. června 1980 se oba kosmonauti vydali ve své lodi zpět na Zemi. Kabina přistála na padácích na území Kazašské SSR..
O čtyři roky později absolvoval svůj druhý let. Letu kosmické lodi Sojuz T-11 se s velitelem Malyševem zúčastnil Gennadij Strekalov a první indický kosmonaut Rákeš Šarma. Loď odstartovala z Bajkonuru 3. dubna 1984 a úspěšně se spojila s orbitální stanicí Saljut 7, kde je očekávala tříčlenná základní posádka. Na palubě Saljutu 7 pracovalo poprvé současně šest kosmonautů. 11. dubna 1984 se posádky rozloučily a Malyšev, Strekalov a Šarma se vrátili na Zemi v lodi Sojuz T-10. Přistáli v kazašské stepi 46 km východně od Arkalyku.
- Sojuz T-2 (5. června 1980 – 9. června 1980)
- Sojuz T-11 (3. dubna 1984 – 11. dubna 1984)